# Багана (село)
Багана — село в Шенталинском районе Самарской области в составе сельского поселения Старая Шентала.

## География
Находится на расстоянии примерно 8 километров по прямой на юго-запад от районного центра станции Шентала.

## Население
Постоянное население составляло 560 человек (мордва 90%) в 2002 году, 399 в 2010 году.